# Heptatomispa
Heptatomispa is een geslacht van kevers uit de familie bladkevers (Chrysomelidae).
De wetenschappelijke naam van het geslacht werd in 1940 gepubliceerd door Uhmann.

## Soorten
- Heptatomispa kesseli Uhmann, 1932